# Bibliska berättelsesånger och andliga visor
Bibliska berättelsesånger och andliga visor utkom 1972 och är ett musikalbum med den kristna sångaren Artur Erikson. Sångerna på sidan 1 är berättelsevisor och temat i dessa är oftast hämtat ur någon biblisk berättelse. Sångerna på sidan 2 består av andliga visor och läsarsånger.

## Sånger

### Sida 1
1. Trosvittnen
2. De tre männen
3. Sackeus
4. Brune herdegosse harpan slå
5. Vägen "Barmhärtighet"
6. Till Österland vill jag fara

### Sida 2
1. Han har öppnat pärleporten
2. Mina ägodelar
3. Mitt hem är där på andra stranden
4. Högre långt högre
5. Allt ändras då
6. Vill du möta mig där ovan
7. I en djup oändlig skog